# Francesc Bas Aguado
Francesc Bas Aguado, Pedro (Oriola, 1917-1950). Sergent d'aviació durant la Guerra Civil i dirigent del maquis.
Nascut a Oriola el 1917, va fer de barber. Va ser membre de les Joventuts Socialistes i de la UGT. A partir de 1935 es va integrar a les JSU (Joventuts Socialistes Unificades). En esclatar la guerra s'allistà voluntari a aviació i es va formar a la URSS. S'incorporà al PCE i es va fer càrrec d'una esquadrilla de bombardeig lleuger, amb el grau de sergent. El gener de 1938 va ser nomenat sergent observador d'aviació. Participà en la darrera ofensiva d'Extremadura. Un cop a l'exili, va anar a Algèria i Marroc, amb estades a un camp de concentració i en companyies de treballadors. Va ser membre del Comitè Regional del PCE al Marroc. Va sortir de França cap a l'interior el 4 d'octubre de 1947, per fer-se càrrec de la direcció política de l'Agrupació Guerrillera de Llevant. El grup procedent de França el 9 de novembre arribà al pinar de la Sorollera (Terol) i es reuniren amb Ángel Fuertes, Antonio, que els va presentar els guerrillers del 17è sector. El desembre de 1947 Pedro redactà una ordre introduint canvis d'ordre polític i militar: limitant l'entrada dels maquis en els pobles a objectius concrets i limitant les "recuperacions econòmiques" i les venjances amb els delators. Després de la mort de Pelegrí Pérez, Pedro es va fer càrrec de la direcció de l'AGLA (Agrupació Guerrillera de Llevant i Aragó). El 1949 se'l va convocar a París en una reunió amb el Buró Polític del PCE per discutir la situació de la guerrilla. A finals d'agost de 1950 arribà a la muntanya Josep Gros amb noves instruccions del partit que foren qüestionades parcialment per dirigents com Pepito el Gafas i Pedro, així com per Félix Pérez, Sebastián. Francesc Bas sembla que va morir entre el 10 i el 15 d'octubre de 1950, com a resultat de la desconfiança existent cap a ell, incrementada pel fet que havia estat l'únic supervivent de l'atac de la Guàrdia Civil al campament de Santa Creu de Moia. Però el motiu real del seu assassinat podria ser el desacord amb els mètodes i les noves tàctiques que venien de la direcció i el seu coneixement d'aspectes foscos del partit i de l'AGL.